# Pontus Strömvall
Karl Pontus Filip Strömvall, född 7 september 1886 i Vänersborg, död i december 1962 i Nacka, var en svensk målare, tecknare och reklamredaktör.
Han var son till handlanden Karl Fredrik Strömvall och Kristina Larsdotter. Efter avslutad skolgång i Vänersborg studerade han konst för Carl Wilhelmson vid Valands målarskola i Göteborg och vid några privata målarskolor i Stockholm. Efter studierna arbetade han en tid vid Luth & Rosén och på 1920-talet anställdes han som tecknare och reklamredaktör vid Dagens Nyheter.